# 荒川区立第六日暮里小学校
荒川区立第六日暮里小学校（あらかわくりつだいろくにっぽりしょうがっこう）は、東京都荒川区西日暮里6丁目にある公立小学校。

## 沿革
- 1925年（大正14年）
  - 4月1日 - 東京府北豊島郡日暮里町第六日暮里小学校として創立。
  - 5月10日 - 落成開校し、この日（5月10日）を開校記念日と定めた。
- 1932年（昭和7年）1月1日 - 日暮里町の東京市への編入により、東京市第六日暮里小学校と改称。
- 1941年（昭和16年）4月1日 - 国民学校令により、東京市第六日暮里国民学校と改称。
- 1943年（昭和18年）7月1日 - 東京市と東京府が統合した東京都発足（東京都制施行）により、東京都第六日暮里国民学校と改称。
- 1944年（昭和19年）8月24日 - 戦局の悪化により、福島県田村郡船引町へ学童集団疎開。
- 1945年（昭和20年）4月14日 - 戦災により校舎焼失。
- 1947年（昭和22年）4月1日 - 学制改革により、東京都荒川区立第六日暮里小学校と改称。
- 1959年（昭和34年）3月18日 - 校歌制定。
- 1965年（昭和40年）11月25日 - 新校舎落成式挙行。
- 1997年（平成9年）10月22日 - 耐震工事完了。
- 2005年（平成17年）10月22日 - 創立80周年記念式典挙行。
- 2008年（平成20年）4月1日 - 学童クラブ校内設置。
- 2010年（平成22年）
  - 4月6日 - 放課後こどもプラン事業（六日小にこにこすくーる）開始。
  - 11月20日 - 創立85周年記念集会開催。
- 2012年（平成24年）11月10日 - 1回お弁当の日。
- 2014年（平成26年）3月20日 - 校庭拡張工事竣工。六日さくら小径竣工。
- 2015年（平成27年）
  - 4月1日 - 放課後子ども総合プラン開始。
  - 11月28日 - 創立90周年記念式典挙行。
- 2016年（平成28年）11月14日 - トイレ改修工事完成。
- 2019年（令和元年）5月24日 - 体育館空調工事完成。

## 教育目標
- 元気な子供
- 進んで学ぶ子供
- 心豊かな子供

## 通学区域
出典
- 西日暮里1丁目（34番・38番～45番・47番～62番）
- 西日暮里5丁目（1番～12番・26番～28番）
- 西日暮里6丁目（3番～68番）

## 進学先中学校
出典
公立中学校に進学する場合
- 荒川区立諏訪台中学校

## 学校周辺
- 荒川区立西日暮里六丁目児童遊園
- クリナップ本社
- 西日暮里北部町内会館
- 西日暮里ふれあい館
- 荒川区立西日暮里保育園 - 進級前保育園のひとつ
- JR東日本・東京都交通局西日暮里駅
- 京成電鉄新三河島駅
- なお、学校周辺には、中小規模のマンション・アパートや中小規模の工場なども点在する。
- また、JR・都交通局西日暮里駅や京成新三河島駅も近いため、公共施設や商業施設なども点在する。

## アクセス
- 東京都交通局舎人線（日暮里・舎人ライナー）西日暮里駅から、徒歩6分。
- 東京メトロ千代田線西日暮里駅（出口3）から、徒歩7分。
- JR東日本山手線・京浜東北線西日暮里駅から、徒歩8分。
- なお、学校ホームページに記載は無いが、京成電鉄本線新三河島駅からもアクセス可能。